# Alan Jackson
Pour les articles homonymes, voir Jackson.
Alan Eugene Jackson (né le 17 octobre 1958 à Newnan, Géorgie) est un chanteur américain de musique country ayant vendu plus de 80 millions de disques. Il est influencé par des musiques de country traditionnelle, mélangeant le honky tonk et les sonorités country classiques, et est considéré comme l'icône de la musique country dans le monde. Il a composé lui-même plusieurs de ses succès. L'un d'eux, Remember When, est sans doute le plus vendu et le plus connu, tandis que Where Were You est la chanson la plus reconnue par les critiques. Il a enregistré une vingtaine d'albums et plusieurs compilations, tous sous le label Arista Nashville. Plus de 50 de ses singles ont atteint le Top 30 (dans la catégorie country) selon le classement du magazine Billboard, dont 25 ont atteint la première place. Sur les 17 albums qui ont atteint le classement Billboard Top Country Albums, six ont été certifiés multi-platine et cinq sont devenus platine. 20 fois nommés et 2 fois vainqueurs aux Grammy Awards durant sa carrière, il a aussi reçu 16 CMA Awards, 17 ACM Awards et a eu l'honneur d'avoir sa propre étoile sur le prestigieux Walk of Fame à Hollywood. Il participe également au programme Grand Ole Opry, et a été intronisé au Georgia Music Hall of Fame en 2001.

## Jeunesse
Alan est le fils d'Eugene Jackson et Ruth Musick ; il a quatre sœurs aînées. Lui, ses parents et ses sœurs habitaient dans une petite maison construite non loin de la remise à outils de son grand-père ; par manque de place son lit avait été installé dans le couloir. Enfant, Jackson chantait à l'église. Son premier travail, à 12 ans fut dans une boutique de chaussures. Dans sa jeunesse, il a d'abord écouté de la musique gospel, sans être un mordu de musique. Cependant, un de ses amis lui fit découvrir la musique de Gene Watson, John Anderson et Hank Williams Jr.. Alan monta un groupe après sa sortie de la High school. Quelque temps après, Alan et sa femme, Denise, partirent de Newnan pour s'installer à Nashville dans l'espoir de se consacrer à la musique à plein temps.

## Carrière

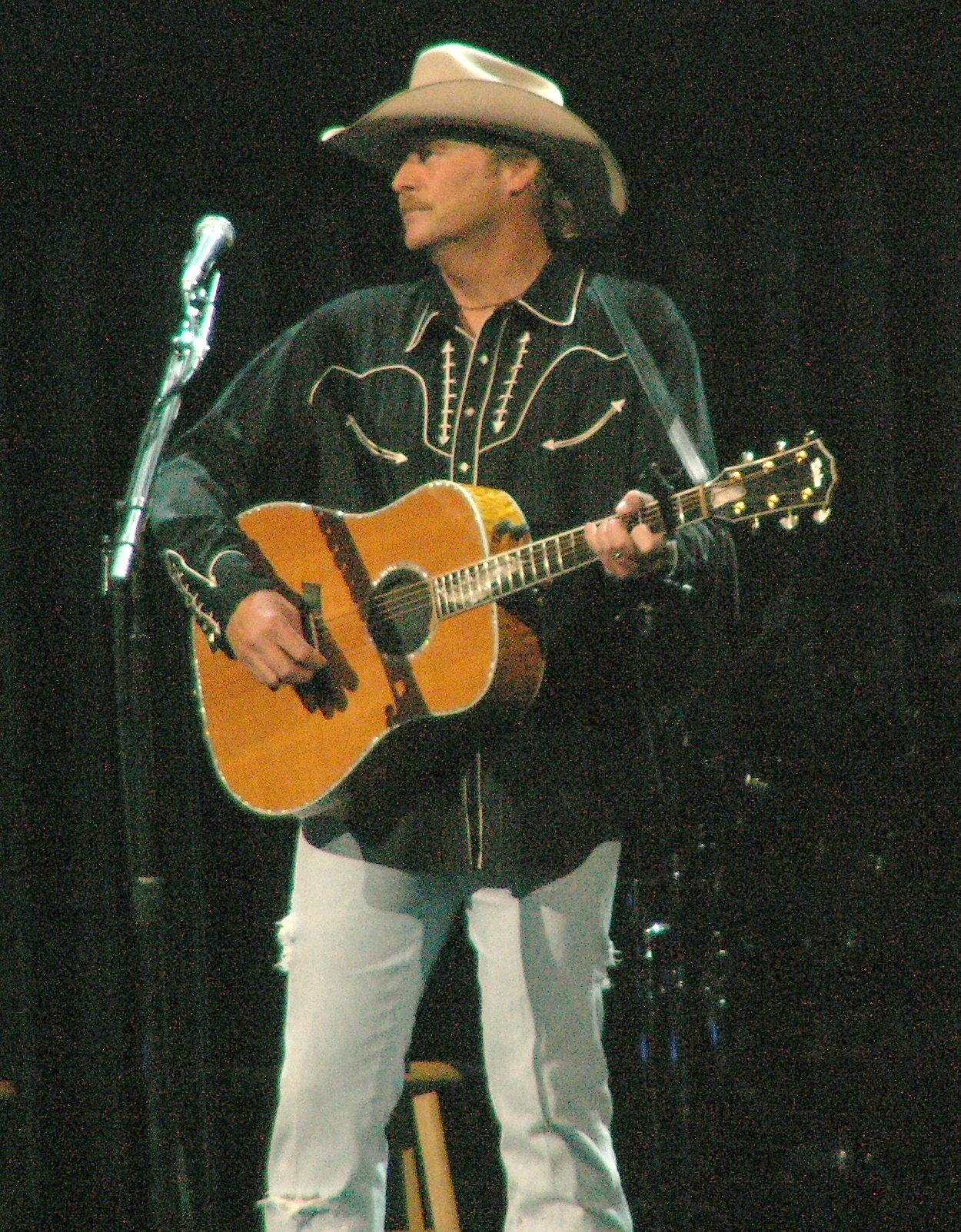
Alan Jackson, en concert en 2005.

Dans le Tennessee, Alan travaillait pour The Nashville Network (au service postal). Denise l'a mis en relation avec Glen Campbell, qui l'a aidé à commencer sa carrière. Jackson signa finalement avec Arista.
Son premier album, paru de façon indépendante (sous label Americana Records) en 1987, est intitulé : "New Traditional". Il inclut les titres : "W. Lee O'Daniel And The Light Crust Dough Boys", "They Call Me A Playboy", "Just Forget It, Son" et "Merle and George".
Sa carrière solo a débuté en 1989, après son départ du groupe "The Strayhorns" qui était composé de Monty Allen, Danny Groah, Robbie Flint, Mark McClurg, Bruce Rutherford, Tony Stephens et Roger Wills.
Son deuxième album, Here in the Real World (1989), paru sous label Arista Records, était un franc succès, tout comme son troisième album, Don't Rock the Jukebox (1991). Son album A Lot About Livin' (And a Little 'bout Love) (1992) fut également un succès, engendrant cinq singles majeurs. Toujours en 1992, Randy Travis planifiait trois singles coécrits par Jackson : "Forever Together", "Better Class of Losers", et "I'd Surrender All". Inversement, Travis coécrivit le single de Jackson : "She's Got the Rhythm (And I Got the Blues)".
En 1994, Jackson quitta sa société de production, Ten Ten Management, qui supervisait jusqu'à maintenant sa carrière, et se dirigea vers Gary Overton.
C'est à ce moment que Jackson commença à se faire connaître pour ses talents de compositeur. Parmi les chanteurs de musique country qui ont coécrit des chansons avec Jackson, citons Clay Walker ("If I Could Make a Living"), Chely Wright ("Till I Was Loved By You") et Faith Hill ("I Can't Do That Anymore").

### Musique

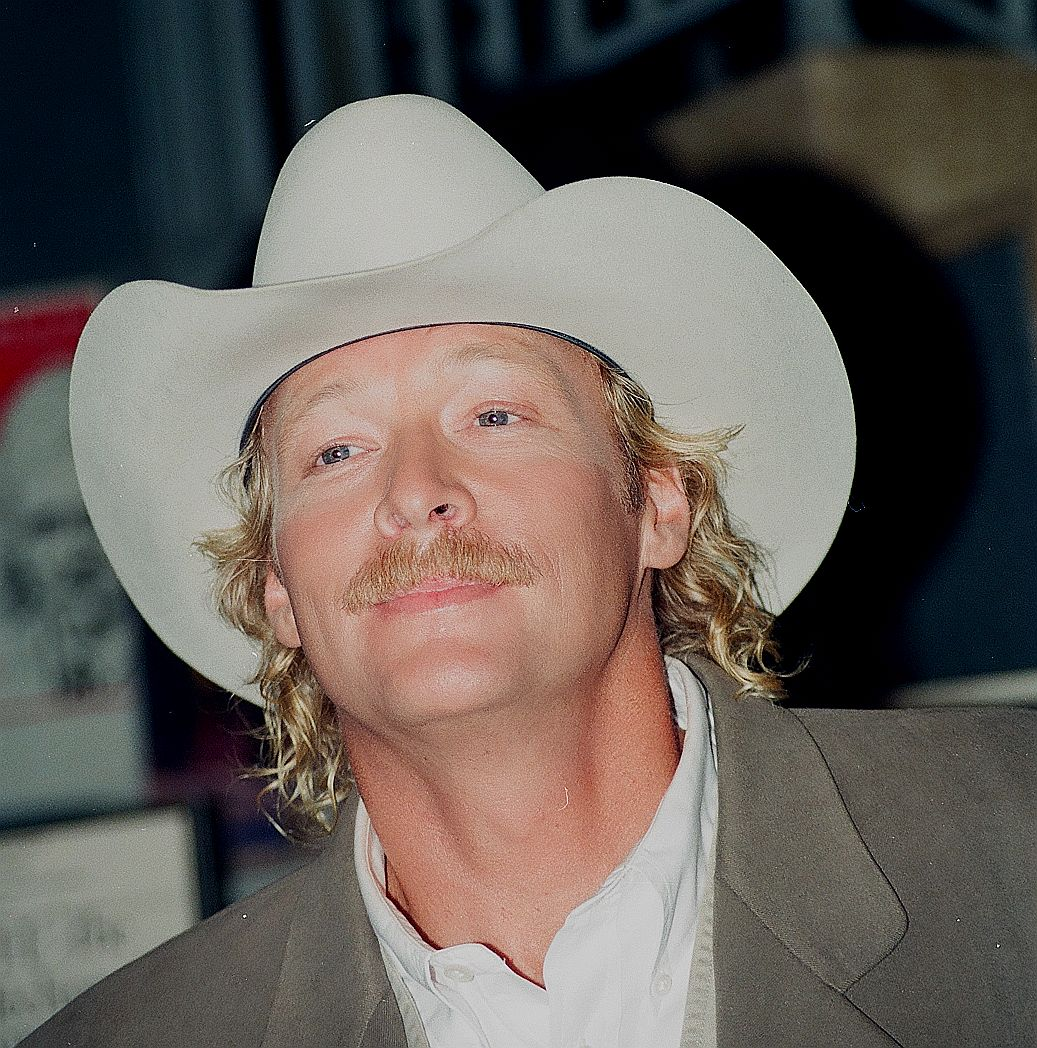
Alan Jackson, en 2019.

"Alan Jackson: The Greatest Hits Collection" est paru le 24 octobre 1995. Le disque contient 17 hits, deux chansons nouvellement enregistrées ("I'll Try" et "Tall, Tall Trees"), et la chanson "Home" de son deuxième album, jamais parue en tant que single.
Avec la sortie de Under the Influence en 1999, il prit le risque de conserver un son traditionnel pour son album, bien que la tendance de la radio country était aux sons pop-rock.
Quand la Country Music Association (CMA) demanda à George Jones de réduire sa participation à 90 secondes lors des 1999 CMA awards, il décida de boycotter l'événement. En guise de solidarité, Jackson interrompit sa chanson et reprit celle de Jones : "Choices."
Après que la musique country prit une nouvelle tournure en direction de la musique pop dans les années 2000, Jackson et George Strait critiquèrent l'état actuel de la musique country dans la chanson "Murder on Music Row". La chanson suscita un débat au sein de la communauté de la musique country à propos de la fin ou non de la musique country "traditionnelle". Le duo fut invité à inaugurer la cérémonie des Academy of Country Music Awards (ACMAs) de 2000 avec une interprétation de leur titre. Après le 11 septembre 2001, Jackson fit paraître "Where Were You (When the World Stopped Turning)". La chanson devint un succès et le propulsa rapidement sur le devant de la scène.
Aux CMA Awards de 2001, Jackson interpréta la chanson "Where Were You When the World Stopped Turning". Sa performance fut de l'avis général, le clou du spectacle, et le site web de Jackson croula sous les requêtes les jours suivants. La chanson vint soudainement à Jackson, elle n'avait pas été prévue pour une quelconque parution officielle. Mais son interprétation en direct fut diffusée à la radio puis parut finalement en tant que single.
Jackson sortit un album de Noël, intitulé Let It Be Christmas, le 22 octobre 2002.
Jeannie Kendall contacta Jackson pour un duo, et il suggéra la chanson "Timeless and True Love". Elle figure sur son premier album solo, sorti en 2003.
Au début de l'année 2006, Jackson fit paraître son premier album gospel intitulé Precious Memories, à la suite de la requête de sa mère, qui apprécie la musique religieuse. Jackson considéra cet album comme un projet parallèle, qui n'avait rien d'officiel, mais il fut reçu comme tel par le public. L'album fut peu ou non diffusé par les stations de radio, et n'eut pas le même succès que ses prédécesseurs.
Seulement quelques mois après la sortie de Precious Memories en 2006, Jackson sortit son album suivant : Like Red on a Rose.
Le producteur principal d'Alan, Keith Stegall, ne prit pas part à cet album. Ce fut Alison Krauss qui produisit l'album, elle choisit également les titres.
Bien qu'il fût classé « country » ou « bluegrass », Like Red on a Rose utilisait de nouvelles sonorités, ce qui chagrina ses fans, faisant croire à certains d'entre eux que Jackson abandonnait son style traditionnel pour des sonorités pop.
Cependant, pour son album suivant, il revint à ses racines country. Good Time, parut le 4 mars 2008. Le premier single de l'album, "Small Town Southern Man", fut diffusé à la radio le 19 novembre.
« Country Boy » et « Sissy's Song » sortirent également sous forme de single. « Sissy's Song » est dédiée à une amie de longue date de la famille d'Alan (Leslie "Sissy" Fitzgerald). Fitzgerald fut tuée dans un accident de moto à la moitié de l'année 2007.
Son dernier album, Freight Train, sort le 30 mars 2010.

## Récompenses et nominations
En 1989, il a été nommé pour un total de six Country Music Association Awards (CMAs).
Il a été nommé pour quatre CMAs en 1994, dont celui de l'artiste de l'année (Entertainer of the Year).
Jackson devint membre du Grand Ole Opry en 1991 ; il fut intégré par Roy Acuff et Randy Travis.
Jackson fut l'artiste ayant le plus de nominations lors de la 29e cérémonie annuelle des TNN/Music City News Country Awards diffusée le 5 juin depuis le Grand Ole Opry House. Parmi ses six nominations : meilleur artiste, artiste masculin, collaboration vocale, album, single, et vidéo (deux nominations dans cette catégorie).
Aux CMAs de 2002, Jackson établit le record du plus grand nombre de nominations au cours d'une année - dix - beaucoup émanant de la chanson "Where Were You". Cela fit de lui le deuxième artiste ayant eu le plus de nominations au cours de sa carrière, après George Strait. "Where Were You" fut également nommée pour un Grammy en tant que chanson de l'année (Song of the Year). La chanson fut par la suite parodiée dans l'épisode "A Ladder To Heaven" de South Park.
Aux CMAs de 2003, Jackson fut récompensé pour l'album de l'année (Album of the Year) pour "Drive" et pour la vidéo de l'année (Video of the Year) pour la vidéo associée : "Drive (For Daddy Gene)."
Jackson intégra le Georgia Music Hall of Fame le 22 octobre 2001 à Atlanta.

## Hommages
Le 16 avril 2010, Alan Jackson a reçu l'honneur de voir son nom inscrit sur le prestigieux Walk of Fame à Hollywood. Ses nombreux succès au Billboard lui ont valu cette reconnaissance du public et du milieu artistique américain.
En janvier 2014, le spectacle Alan Jackson Experience a été mis sur pied afin de rendre hommage à cette icône de la musique country à travers le Canada. Regroupant sept musiciens, il sera présenté aux quatre coins du pays, en commençant par l'Est.

## Contrat avec Ford
En 1997, L'agence Ford de Detroit, établit un contrat de plusieurs millions de dollars et sur plusieurs années avec Jackson, concernant l'exclusivité des véhicules de la marque Ford. Dans la vidéo de "Who's Cheatin' Who", il est derrière la roue d'un camion "Big Foot" Ford F-150 pickup, et cinq autres véhicules de la marque sont également présents. De plus, il changea les paroles "crazy 'bout a Mercury" de la chanson "Mercury Blues" en "crazy 'bout a Ford truck" pour une publicité télévisée à propos des Ford F-Series.

## Tournées
Jackson était la vedette de la tournée Fruit Of The Loom Comfort Tour (1995), pour laquelle il reçut un cachet de 40 million $. Il débuta le 20 janvier à La Nouvelle-Orléans, pour une centaine de dates.
La tournée de Jackson de 2004 débuta le 23 janvier à Fort Myers en Floride et fut sponsorisée par NAPA Auto Parts, en échange de la participation de Jackson à des spots publicitaires télévisés. La tournée comptait plus de 50 dates aux États-Unis. L'ouverture de certaines représentations était assurée par Martina McBride.

## Groupe
Le groupe qui accompagne Jackson depuis 1989 est "The Strayhorns". Il est actuellement composé de :
- Monty Allen - guitare acoustique, voix
- Scott Coney - guitare acoustique, guitare barytone, banjo
- Robbie Flint - guitare (steel)
- Danny Groah - guitare solo
- Mark McClurg - violon, voix
- Bruce Rutherford - batterie
- Joey Schmidt - piano
- Roger Wills - guitare basse

## Vie privée

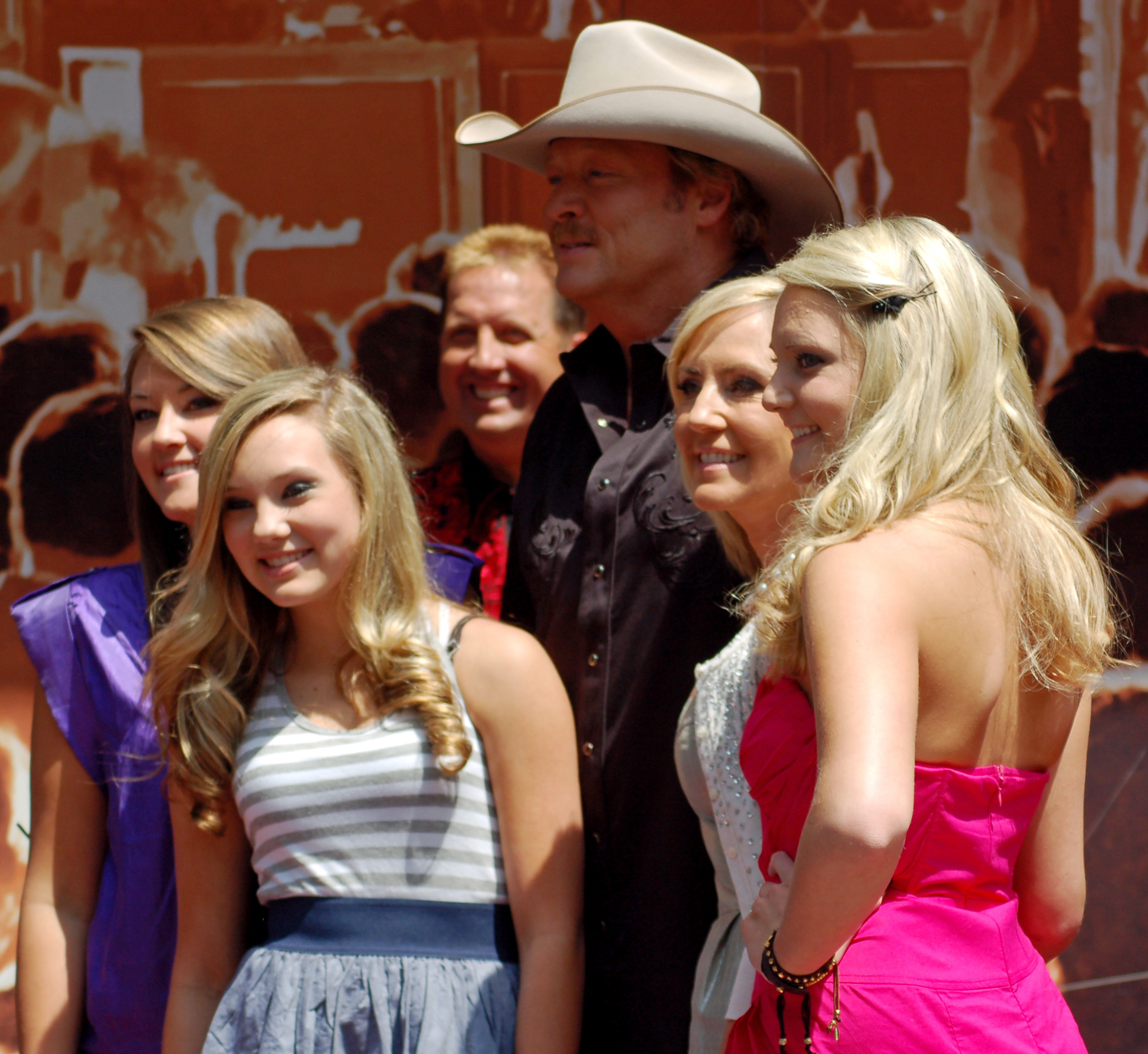
Alan Jackson, à Hollywood Walk of Fame avec sa famille en 2010.

Jackson épousa son amour de jeunesse, qu'il a connu au lycée, Denise Jackson, le 15 décembre 1979. Ils sont les parents de trois filles : Mattie Denise (née le 19 juin 1990), Alexandra Jane "Ali" (née le 23 août 1993), et Dani Grace (née le 28 août 1997). Bien que le couple se soit séparé pendant quelques mois en 1998, à cause des contraintes professionnelles de Jackson; ils se sont depuis réconciliés. Leur histoire sert de référence à une des plus célèbres chansons d'Alan, "Remember When". Denise et ses filles apparaissent dans la vidéo d'accompagnement.
Denise Jackson écrivit un livre qui figura dans la liste du New York Times Best Seller, couvrant sa vie avec Alan, leur relation, leur séparation, leurs retrouvailles, et son engagement envers le Christianisme. Ce livre est intitulé It's All About Him: Finding the Love of My Life, et fut publié en 2007. En mai 2008, elle fit paraître un recueil intitulé "The Road Home."
Le neveu de Jackson, Adam Wright, est également un chanteur-compositeur de musique country. Adam et sa femme, Shannon, forment un duo nommé The Wrights. Ils ont coécrit deux chansons et ont participé à l'harmonie vocale pour l'album What I Do de Jackson.
Alan est le cousin de Brandon Moss, joueur des Royals de Kansas City.
Alan entretient une proche amitié avec son collègue, George Jones. Il est fait mention de Jones dans des chansons telles que "Don't Rock the Jukebox" (il apparaît dans le clip vidéo) et "Murder on Music Row". On peut également le voir dans la vidéo de "Good Time". En 2008, Jones était un invité surprise à la cérémonie "CMT Giants", où il remercia Jackson pour l'amitié qu'il lui porte.

## Discographie
- Here in the Real World (1989)
- Don't Rock the Jukebox (1991)
- A Lot About Livin' (And a Little 'Bout Love) (1992)
- Honky Tonk Christmas (1993)
- Who I Am (1994)
- Everything I Love (1996)
- High Mileage (1998)
- Under the Influence (1999)
- When Somebody Loves You (2000)
- Drive (2002)
- Let it be Christmas (2002)
- What I Do (2004)
- Precious Memories (2006)
- Like Red On A Rose (2006)
- Live at Texas Stadium (2007)
- Good Time (2008)
- Freight Train (2010)
- Thirty Miles West (2012)
- Precious Memories Volume II (2013)
- The Bluegrass Album (2013)
- Angels and Alcohol (2015)
- Where Have You Gone (2021)

## Awards
American Music Awards
- 1993 Favorite Country Album - "A Lot About Livin' (And a Little 'bout Love)"

Academy of Country Music
- 1990 Top New Male Vocalist
- 1991 Album of the Year - "Don't Rock the Jukebox"
- 1991 Single of the Year - "Don't Rock the Jukebox"
- 1993 Album of the Year - "A Lot About Livin' (And a Little 'bout Love)"
- 1993 Single of the Year - "Chattahoochee"
- 1994 Top Male Vocalist
- 1995 Top Male Vocalist
- 2001 Single of the Year - "Where Were You (When the World Stopped Turning)"
- 2001 Song of the Year - "Where Were You (When the World Stopped Turning)"
- 2001 Top Male Vocalist
- 2002 Album of the Year - "Drive"
- 2002 Video of the Year - "Drive (For Daddy Gene)"
- 2003 Single of the Year - "It's Five O'Clock Somewhere"
- 2003 Vocal Event of the Year with Jimmy Buffett - "It's Five O'Clock Somewhere"

Country Music Association
- 1992 Music Video of the Year - "Midnight in Montgomery"
- 1993 Music Video of the Year - "Chattahoochee"
- 1993 Single of the Year - "Chattahoochee"
- 1994 Song of the Year with Jim McBride - "Chattahoochee"
- 1995 Entertainer of the Year
- 2002 Album of the Year - "Drive"
- 2002 Entertainer of the Year
- 2002 Single of the Year - "Where Were You (When the World Stopped Turning)"
- 2002 Song of the Year - "Where Were You (When the World Stopped Turning)"
- 2003 Entertainer of the Year
- 2003 Male Vocalist of the Year
- 2003 Vocal Event of the Year with Jimmy Buffett - "It's Five O'Clock Somewhere"

Grammy Awards
- 2002 Best Country Song - "Where Were You (When the World Stopped Turning)"

## Parodie
On peut voir sa caricature dans l'épisode 12 de la saison 6 de South Park ou il chante une chanson censée toucher les gens alors que Stan, Kyle et Cartman construisent une échelle pour rejoindre Kenny au paradis, petit clin d'œil a " Where were you ".